# Petit Palais
Petit Palais er en tidligere udstillingspavillon i Paris' 8. arrondissement til verdensudstillingen i 1900. Den blev bygget mellem 1897 og 1900 og huser nu det kommunale kunstmuseum Musée des Beaux-Arts de la Ville de Paris.
1894 blev der afholdt en konkurrence for indretningen af området til verdensudstillingen nogle år senere. Vinderforslaget indebar nedrivningen af Palais de l'Industrie fra verdensudstillingen i 1855 for at give plads til en stor og en lille udstillingsbygning Grand Palais og Petit Palais og en bro Pont Alexandre III. En ny gade Avenue Winston-Churchill, der skulle forbinde Champs-Élysées med broen, blev også bygget.
Efter verdensudstillingen blev Petit Palais omdannet til lokalt kunstmuseum for byen Paris: Musée des Beaux-Arts de la Ville de Paris.
| - Udendørs / Udvendige detaljer - Facade - Hovedindgang - Udendørs skulpturer - Peristyl, søjlegang - Skulptur ved hovedindgangen. Af René de Saint-Marceaux(en) |

| - Indendørs - Indvendige detaljer - Apostlen Johannes. Detalje af maleri fra 1500-tallet. Dragen i kalken symboliserer gift - Hvilende Diana af Jacob Jordaens(en) - Maske af Dionysos Tauros - Kvinde bidt af en slange. Af Auguste Clésinger - La naissance d'Aphrodite af Antoine Bourdelle - Afrodites fødsel - Psyché sous l'empire du mystère, af Hélène Bertaux(en) (Psyke under mysteriets indflydelse) - La Seine et ses affluents. Af Désiré-Maurice Ferrary(fr) - Paris' våben Af Émile Peynot(en) (Blason de Paris(en)) - Quatre saisons af Louis Convers(fr) (1860-1915) (kat) - Interiør (kat) - Museum |